# اوا اوارت
اِوا اِوارت (لهستانی: Ewa Ewart؛ زادهٔ ۱۳ مارس ۱۹۵۶) یک روزنامه‌نگار، کارگردان فیلم، و تهیه‌کننده فیلم اهل لهستان است.
او بابت ساخت فیلم‌های مستند تأثیرگذار و پیشگامانه شهرت دارد.